# Julian Carroll (Schwimmer)
Julian Paul Carroll (* 5. November 1942 in Melbourne) ist ein ehemaliger australischer Schwimmer. Er gewann bei Commonwealth Games zwei Goldmedaillen und eine Silbermedaille.

## Sportliche Karriere
Bei den Olympischen Spielen 1960 in Rom wurde erstmals ein Wettbewerb in der Lagenstaffel ausgetragen. Die australische Staffel mit Julian Carroll, William Burton, Kevin Berry und Geoff Shipton erreichte den Endlauf mit der zweitbesten Vorlaufzeit. Im Finale schwammen David Theile, Terry Gathercole, Neville Hayes und Geoff Shipton zur Silbermedaille 6,6 Sekunden hinter der Staffel aus den Vereinigten Staaten und 0,2 Sekunden vor den drittplatzierten Japanern. Die nur im Vorlauf eingesetzten Schwimmer erhielten gemäß den bis 1980 gültigen Regeln keine Medaille.
1962 fanden in Perth die British Empire and Commonwealth Games 1962 statt. Über 110 Yards Rücken siegte der Engländer Graham Sykes mit 0,9 Sekunden Vorsprung vor Julian Carroll. Über 220 Yards Rücken gewann Carroll mit 0,1 Sekunden Vorsprung vor seinem Landsmann Tony Fingleton. Die 4-mal-110-Yards-Lagenstaffel mit Julian Carroll, Ian O’Brien, Kevin Berry und David Dickson siegte vor der englischen Staffel.